# Jules-Léon Perrichon
Pour les articles homonymes, voir Perrichon.
Jules-Léon Perrichon (1866-1946) est un graveur et peintre français.

## Biographie
Léon Jules Perrichon est né le 30 septembre 1866 à Paris au 40 rue de l'Ouest, fils de Georges-Léon-Alfred Perrichon (1830-1907), graveur, et de Caroline Florine Devarennes.
Formé à la gravure sur bois par son père et à la peinture par Jean-Léon Gérôme, il expose pour la première fois au Salon des artistes français en 1884, montrant deux gravures sur bois, dont une d'après Prosper Marilhat. Il en devient membre, y exposant régulièrement jusqu'en 1894, et obtenant une médaille en 1890. À compter de 1898, il devient membre de la Société nationale des beaux-arts, et se produit à leur salon régulièrement jusqu'en 1910. En plus de gravures sur bois parfois originales, il y présente des dessins et des aquarelles. En 1904, il montre son travail au Salon d'Automne dont il est membre fondateur et associé, y organisant des expositions autour de graveurs dont Francis Seymour Haden (1910).
Il est proche de l'atelier collectif d'Auguste Lepère, Tony Beltrand et Eugène Dété et de la « Corporation française des graveurs sur bois ». Il collabore à la revue L'Image (avril-mai 1897), La Revue blanche (1903) et La Plume (1903-1907).
En 1901, il commence à travailler pour les éditions Édouard Pelletan qui se prolongera durant près de trente ans. En 1904, paraît un numéro-spécimen de L'Image, nouvelle formule proposée par René Blum et G. d'Hostingue, avec pour directeur artistique Daniel Vierge. Perrichon y interprète une suite de dessins d'Auguste Rodin.
De 1905 à 1925, Perrichon travaille à Andeville (Oise), dans une maison-atelier appartenant à son père, et y donne des cours de dessin pour adulte.
Au début des années 1920, il rejoint la Société de la gravure sur bois originale.
En 1929, il est nommé membre correspondant de la Société des illustrateurs de livres d'art de Leipzig.
Le 29 décembre 1932, il est nommé chevalier de la Légion d'honneur, son parrain étant Georges Bastard, et son adresse parisienne est mentionnée au 166 avenue de Suffren.
Il meurt à Andeville (où son atelier avait été dévasté pendant l'Occupation), le 29 octobre 1946,.

## Œuvre

### Conservation

#### Estampe

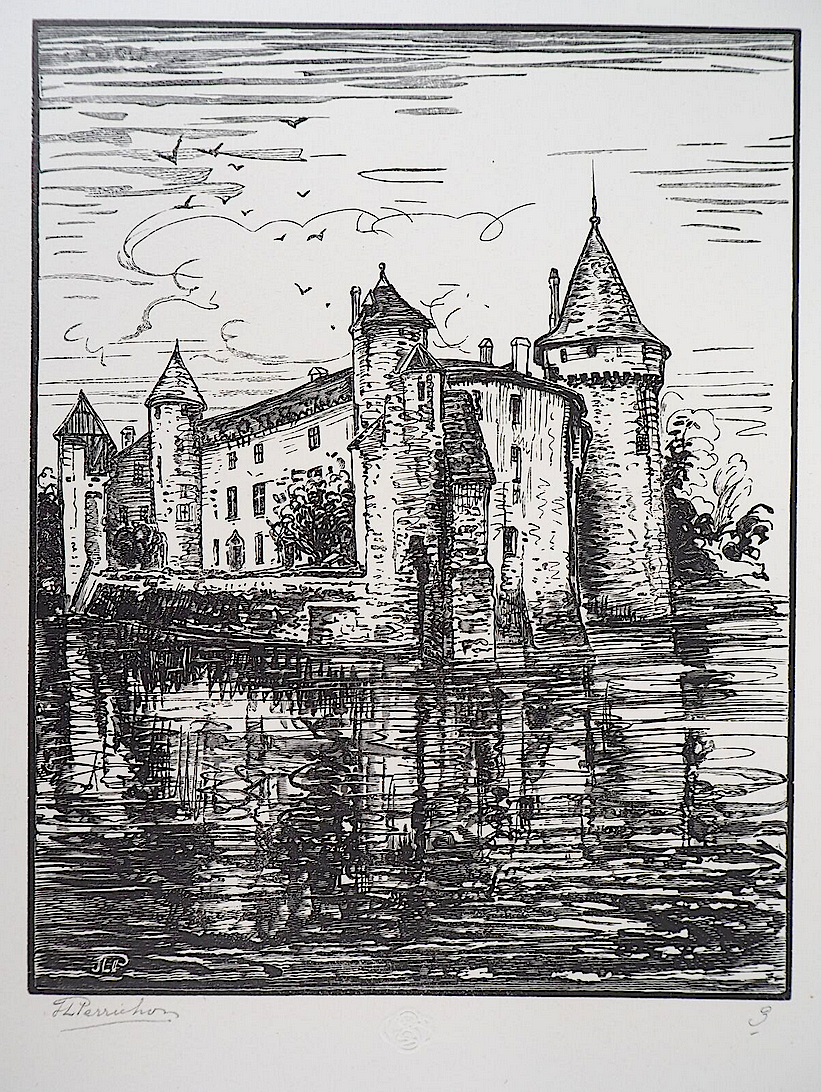
Le Château de La Brède, bois, 1920.

En France, le Centre national des arts plastiques (Paris) conserve 15 gravures. On compte aussi des gravures dans les collections du musée Carnavalet et du Petit Palais.

#### Peinture et dessin
- Croquis et études de nu féminin d'après un dessin de Rodin, dessin et gravure, [1902], Paris, musée Rodin[10].
- Nature morte au vase bleu, huile sur bois, s.d. [achat de 1937], musée d'Orsay[11].
- Beauvais, dessin à la plume, dépôt de 1943, Paris, Cité de la musique[12].
- Intérieur, huile sur bois, musée d'Art et d'Histoire de Narbonne[13].
- Mortefontaine-en-Thelle, huile sur toile, New York, Ministère des Affaires étrangères, ONU - Mission permanente de la France.

### Ouvrages illustrés
- Almanach du bibliophile, bois d'après des dessins de Louis Dunki, Paris, Éditions d'Art Édouard Pelletan, 1903.
- Léon Riotor, Les arts et les lettres, avec un dessin inédit d'Auguste Rodin, Paris, Alphonse Lemerre, 1903.
- Anatole France, L'Église et la République, avec un portrait de l'auteur par Henri Bellery-Desfontaines, Paris, Édouard Pelletan, 1904.
- Jérôme et Jean Tharaud, La Ville et les champs : 1870-1871, avec cinq compositions de Alméry Lobel-Riche gravées avec Eugène Froment, Paris, E. Pelletan, 1906.
- Romain Rolland, Beethoven, bois d'après Paul-Albert Laurens, Paris, Pelletan, 1909.
- Prosper Mérimée, Chronique du règne de Charles IX, Paris, R. Helleu/Pelletan, 1913.
- Madame de La Fayette, La Princesse de Clèves, Paris, E. Pelletan, 1913.
- Charles Baudelaire, Les fleurs du mal, introduction d'André Gide, Paris, E. Pelletan, 1917.
- Paul Bourget, Physiologie de l'amour moderne, portrait gravé, Paris, Georges Crès, 1917.
- Auguste de Villiers de L'Isle-Adam, Ele͏̈n : drame en trois actes, portrait gravé par Perrichon et compositions de Louis Jou,  Paris, G. Crès, 1918.
- Anna de Noailles, Le Cœur innombrable,  édition décorée d'un portrait, de bandeaux et de culs-de-lampe, Paris, R. Helleu et Pelletan, 1918.
- Pensées de Marc-Aurèle, traduction de G. Michaut, Paris, R. Helleu, 1919.
- Chateaubriand, Vie de Rancé, Paris, Helleu et Sergent/Pelletan, 1920.
- Lettres de Jean de La Fontaine à sa femme, sur un voyage de Paris en Limousin..., Paris, Helleu et Sergent/Pelletan, 1920.
- La Rochefoucauld, Réflexions ou sentences et maximes morales, Paris, É. Pelletan, R. Helleu et Sergent, 1920.
- Contes de ma mère Loye, Paris, Chez Claude Aveline, 1923.
- Anatole France, Alfred de Vigny, avec un portrait de l'auteur par A. Bourdelle, Paris, C. Aveline, 1923.
- Anatole France, Le Jardin d'Épicure, ornée d'un buste inédit de l'auteur par Antoine Bourdelle, Paris, C. Aveline, 1924.
- Edgar Allan Poe, Nouvelles histoires extraordinaires et Histoires grotesques et sérieuses, traduction de Charles Baudelaire, sois originaux avec Fernand Siméon, Paris, Helleu et Sergent, 1924.
- Descartes, Discours de la méthode ; suivi de six lettres, de pensées et de fragments, préfacé par Paul Valéry , avec un portrait gravé par Georges Gorvel, Paris, Helleu et Sergent, 1925.
- Charles-Marie Garnier, Florilège de George Meredith : pensées cueillies aux romans et aux poèmes, portrait gravé, Paris, C. Aveline, 1925.
- Émile Henriot, Les livres du second rayon, irréguliers et libertins, vignettes, Paris, Le Livre, 1925.
- Marcel Coulon, Au cœur de Verlaine et de Rimbaud, portrait gravé de Rimbaud d'après Fantin-Latour, Paris, Le Livre, 1925-1927.
- Albert t'Serstevens, Monsieur Santeuil, les nymphes et les saintes, pointe-sèche et bois originaux, Paris, Éditions Lapina, 1926.
- Saint-Évremond, Conversations et autres écrits philosophiques, Paris, C. Aveline, 1926.
- André Suarès, Poème du temps qui meurt, 22 dessins originaux d'Antoine Bourdelle, Paris, C. Aveline, 1929.
- Georges Clemenceau, Démosthène, bois gravés d'après A. Bourdelle, Paris, Librairie Plon, 1929.
- Ovide, Élégies amoureuses, bois d'après Auguste Rodin, Paris, P. Gonin, 1935.